# Horvát Védelmi Tanács
A Horvát Védelmi Tanács (horvátul:  Hrvatsko vijeće obrane - HVO) egy el nem ismert entitásnak, a Herceg-Boszniai Horvát Köztársaságnak a hivatalos katonai alakulata volt, amely 1991 és 1996 között létezett Bosznia-Hercegovinában. A HVO Bosznia-Hercegovina horvát lakosságának a fő katonai ereje volt. A boszniai háború kezdeti szakaszában a HVO a Bosznia-Hercegovinai Köztársaság Hadserege (ARBiH) mellett harcolt a boszniai szerbek ellen, de a konfliktus utolsó szakaszában, különösen Mostar térségében, összecsapott korábbi szövetségesével. Az Európai Közösség Megfigyelő Missziója (ECMM) 1993 elején 45 000–55 000 főre, a CIA 1993 júliusában 40 000-50 000 főre becsülte a HVO erőit. A HVO-t 1995 decemberében a daytoni megállapodás aláírása után kötött megállapodással integrálták a Bosznia-Hercegovinai Föderáció (VFBiH) hadseregébe. Miután a VFBiH-t és a Boszniai Szerb Köztársaság hadseregét egyetlen fegyveres erővé egyesítették 2005 decemberében a HVO-t a Bosznia-Hercegovinai Fegyveres Erők 1. gyalogezredévé szervezték át.

## Története
1991. szeptember 18-án Bosznia-Hercegovinában megkezdődött a szerb agresszió elleni védekezés. 1991. szeptember 20-tól a horvátok és a bosnyákok megkezdték a HVO vidéki egységeinek kialakítását, és ezzel egy időben megkezdődött a jobban felszerelt és mozgékonyabb katonai egységek kialakítása. Ezek az egységek akadályozták meg a Jugoszláv Néphadsereg (JNA) és a Bosznia-hercegovinai Szerb Köztársaság Hadseregének (VRS) további előretörését. A HVO egységei jobban fel voltak fegyverezve, és megkezdődött a felszabadító hadművelet tervezése.
A HVO-t, mint a Herceg-Boszniai horvátok katonai alakulatát és a herceg-boszniai horvát közösség legfelsőbb védelmét szolgáló testületét, 1992. április 8-án, Grudében hozta létre a hercegovinai horvátok politikai vezetése. A HVO elsődleges célja az volt, hogy megvédje Bosznia-Hercegovinában levő horvát többségű területeket a szerb agressziótól, és ebben a horvát hadsereg anyagi és fegyveres támogatására is támaszkodott.
1992. április 10-én a túlerőben levő szerb csapatok elfoglalták Kuprest, és a kupresi csata során 160 horvát katona vesztette életét vagy tűnt el. 1992. április 13. és 23. között sikeresen megvédték Livnót. 1992. április 23-án a horvát erők elfoglalták Bosznia-Hercegovina első JNA-laktanyáját, a čapljinai laktanyát. 1992 júniusában megkezdődött a Neretva völgyének felszabadítására irányuló hadművelet, ismertebb nevén a június hajnali hadművelet. A hadművelet 1992. június 7-én, a Neretva folyó jobb partjának felszabadításával kezdődött. 1992. június 14-én megkezdődött a Neretva bal partjának felszabadítása, az akció június 26-án ért véget, amikor a szerb-montenegrói erőket visszaszorították a Velež magaslatára. A Horvát Védelmi Tanács ekkor a Neretva-völgyet, Nyugat-Hercegovinát, Livnót és a Livanjsko polje egy kisebb részét, Közép-Bosznia területét és az Orašje körüli Bosanska Posavina egy részét ellenőrizte.
Herceg-Bosznia erősödése miatt a HVO konfliktusba került a bosznia-hercegovinai elnökséghez hűséges Horvát Védelmi Erőkkel (HOS). A HOS parancsnokának, Blaž Kraljević vezérőrnagynak, a HVO egyik egysége általi meggyilkolása után a HOS szétesésnek indult, majd 1993 elején szervezetként megszűnt, tagjainak nagy része pedig csatlakozott a HVO-hoz. A HVO és a Bosznia-Hercegovinai Köztársaság Hadserege (ARBiH) közötti kapcsolatok egyre feszültebbé váltak.

### A bosnyák-horvát konfliktus
A bosnyák-horvát konfliktus 1992. november 23-án kezdődött. Az ARBiH Novi Travnikban és a környező falvakban megtámadta a HVO-t. A támadás célpontjai a HVO főhadiszállása, egy hadikórház és egy benzinkút voltak. Ezekben a csatákban 16 HVO katona sebesült meg, 8 pedig meghalt. Megtámadták Nikola Bilićet a HVO jajcai elnökét és Stjepan Blaževićet a HVO jajcai parancsnokát, három nappal korábban pedig a HVO egyik parancsnokát (Ivica Stojak) ölték meg, míg a HVO travniki vezetője súlyosan megsebesült. A konfliktus Uskopljében is zajlott, ahol az ARBiH a Bugojno-Uskoplje autópálya elfoglalását tűzte ki célul. Prozor-Ramában az ARBiH a régi posta épülete közelében utcai barikádot állított fel. Lövöldözés kezdődött, amely nyílt konfliktussá fajult, és több mint fél napig tartott. A már említett helyi konfliktusok a helyi bosnyák erők teljes vereségével végződtek, akik mégis elérték fő céljukat – megszakították a szerb erők legsúlyosabb támadásait elszenvedő Jajcának nyújtott segítséget.
1992 végén és 1993 elején a bosnyákok és a horvátok között Hercegovina területein: Mostar, Jablanica, Prozor-Rama, Konjic, a Lašva folyó völgyében: Travnik, Novi Travnik, Vitez, Busovača, a Vrbas folyó felső folyásának völgyében: Uskoplje, Bugojno, a Lepenica folyó völgyében: Kreševo, Kiseljak, Fojnica, valamint Bosznia területein: Kakanj, Vareš, Maglaj, Zenica, Zavidovići és Žepče térségében is komoly konfliktusok alakultak ki.
1993. január 20. és 30. között a Bosznia-Hercegovinai Köztársaság nagyobb létszámú hadserege Busovačában támadta meg a horvátokat. A leghevesebb támadás Kaćune falu ellen volt. Miután sikerült elfoglalni az említett falut, az ARBiH a közép-boszniai HVO erőket két enklávéra osztotta, az egyiket a Lašva-völgyben, a másikat a Lepenica-völgyben. A bosnyákoknak nagy veszteségei voltak a Busovača elleni támadás során a Hum-Kula-hegység felett, ahol a HVO jól előkészített akadályainál hullámokban pusztultak el. Január végén a hatalmas veszteségekkel szembesülő bosnyákok abbahagyták a HVO-val való harcot, gyakorlatilag beismerve a Közép-Bosznia megszállásának átmeneti meghiúsulását.
A HVO és az ARBiH hadserege közötti háborúban Gornji Vakuf-Uskoplje község területén a bosnyák fegyveres erők minden erejüket a Bugojno-Uskoplje út és a Jablanicánál, Mostar és Szarajevó irányába haladó összeköttetés elfoglalására koncentrálták. A fokozódó feszültség 1993. január 10-én és 11-én igazi háborús összecsapáshoz vezetett. Ebben a konfliktusban az ARBiH katonái háborús bűnt követtek el 13 horvát civil és 8 fogságba esett HVO katona ellen, 7000 horvátot pedig elűztek otthonaikból. Az ARBiH támadására az uskopljei HVO határozottan válaszolt, és megtartotta a város egyik felét.
1993. január 25-én az ARBih megtámadta a horvátokat Kiseljakban, és elfoglalta a település északi részén fekvő Bilalovac környéki falvakat, de nem sikerült elfoglalni fő célját, a horvát erők fellegvára, Fojnica felé vezető útnak a Gomionicától nem messze található kereszteződését. A felkészületlen HVO egységek rendezték és megerősítették soraikat, majd két nappal később ellentámadást hajtottak végre, új állásokat foglalva el. Az ARBiH hadserege és a HVO közötti konfliktus Konjic község területén 1993 márciusában kezdődött. Az ARBiH hadseregének Konjic térségében történt váratlan támadása azt eredményezte, hogy a bosnyák erők jelentősebb veszteségek nélkül átvették az irányítást a Konjic egész települése felett, majd terrorizálták a konjici horvátokat és 9000 horvátot elűztek otthonaikból. Jablanicában 1993 áprilisában kezdődtek a HVO és az ARBiH közötti összecsapások. A HVO egyik tagjának meggyilkolása után az ARBiH és a HVO közötti feszültség nyílt háborúvá fajult. A horvátok számára elviselhetetlenné vált az élet a városban, éheztek, elveszítették munkájukat, kirabolták a lakásaikat és folyamatosan megalázták őket. A HVO a horvát falvakba vonult vissza, a lakosság pedig elmenekült.
1993. május 9-én, miután a bosnyákok és horvátok visszatértek a szerbek felőli arcvonalon közösen fenntartott őrségből, sok horvátot megfosztottak fegyverétől, majd fogolytáborokba vitték őket. Heves összecsapások alakultak ki a HVO és az ARBiH között, amelyek során a bosnyák hadsereg megpróbálta elfoglalni egész Mostar városát. 1993. május 19-én az ARBiH Mostar város nyugati részén található egységei megindították a második nagy offenzívát. Heves harcok zajlottak, amelyek két napig tartottak, majd minden gyanús civilt és katonát fogolytáborokba zártak. Az ARBiH 1993. június 8-án megtámadta a travniki horvátokat és a következő napokban a szerb félkatonai egységek irányítása alatt álló Vlašić-fennsíkra lökték vissza őket. Csak ezen a napon a HVO 137 tagja és horvát civilek haltak meg. A háború végéig Travnik 427 védője és 124 horvát civil halt meg. Közel 20 000 horvátot elűztek, otthonaikat és kereskedelmi létesítményeiket kifosztották és nagyrészt megsemmisítették. 1993. június 12-én a Hrašče-fennsíkon, (közismertebb nevén Pješčara) lezajlott történelmi csatában a HVO katonái visszaverték a túlerőben levő ARBiH támadásait, és így szinte az egész Lašvan-völgy területét megvédték. A nap folyamán 22-en haltak meg, összesen pedig 68 HVO-katona halt meg a háború alatt a rendkívül fontos stratégiai pozíció védelmében, több mint százan pedig megsebesültek. A HVO-nak sikerült ellenőrzést megtartania Novi Travnik, Vitez, Busovača települések nagyobb részén, és Travnik település kisebb, déli része (Nova Bila és környéke) felett. Busovača védelmében különösen nehéz harcok folytak, amikor 1400 HVO katona az ARBiH 8500 katonáját űzte ki a településről. Ennek ellenére a HVO nem tudta megakadályozni a Lašvan-völgy térségében a horvát lakosság ellen elkövetett számos háborús bűnt.
1993. június 24-én a muszlim erők megtámadták Žepče városát és néhány körülötte lévő falut. A žepčei horvátokat egyik oldalon a szerb erők, a másik oldalon az ARBiH erőt vették körül. A harcok hevesek voltak, mindhárom oldalon sok sebesült és halott katona volt, de Žepče község nagy része továbbra is a HVO ellenőrzése alatt maradt. Zavidovićiban 1993 júniusában kezdődött a konfliktus az ARBiH és a HVO között. A legnagyobb harc Gornja Lovnica faluban zajlott, amely teljesen bosnyák környezetben feküdt. Az ARBiH jobban felfegyverzett és nagyobb létszámú hadserege ágyúzta a katolikus templomot, a temetőt, a horvát házakat és gazdasági épületeket. A falu, valamint Zavidovići község néhány más része továbbra is a HVO ellenőrzése alatt maradt. Kreševóban, ahol a horvátok voltak többségben (70%), ugyancsak megalakult a HVO. Egységei tagjai között bosnyákok is voltak. Később a bosnyákok távoztak a HVO soraiból és az ARBiH soraiba kerültek, és a horvátok megtámadására készültek. 1993 júniusában az ARBiH más egységekkel megerősítve megtámadta a HVO-t, és elfoglalt néhány Kreševo környéki falut, etnikailag megtisztítva őket az ott élő 610 horváttól. A támadások folytatódnak, de a HVO-nak sikerül fenntartania az ellenőrzést Kreševo felett. 1993. június 13-án az ARBiH megtámadta a HVO-t Kakanjban. Az erőszakos támadások folytatódtak, így Kakanj még aznap a bosnyák hadsereg kezére került. Ezután megtámadták Kakanj melletti Kraljeva Sutjeskát (fontos hely a horvát nép és a katolicizmus történetében Bosznia-Hercegovinában), és elfoglalták azt. A boszniai horvátok történetének egyik legtragikusabb epizódja következett, amikor Kakanj községből minden horvát Vareš felé menekült.
1993. június 30-án a Bjelopolska-medence területén, Mostartól északra fellázadtak az addig a HVO egységeiben harcoló bosnyákok, akik még tegnapi bajtársaikra szegezték a puskájukat. Ebben a hirtelen lázadásban a mostari HVO sok horvát katonáját fogták el és ölték meg. Ezzel a HVO elveszíti ellenőrzését a város keleti része, és a Neretva bal partján fekvő számos északi és délkeleti külvárosi település felett. A konfliktus további lefolyása során az ARBiH ellenőrzése alatt álló városrészt a HVO egységei lezárták és ágyúzták. Az egyik ilyen ágyúzás során 1993. november 9-én a híres mostari Öreg hidat is lerombolták. A városban lévő ARBiH egység kétségbeejtő állapotban volt, és a szerbekkel volt kénytelen volt együttműködni, hogy fegyvereket szerezzen a VRS-től. A kakanji horvátok (kb. 15 000-en) Varešben találnak menedéket. Iszonyatos nyomást gyakoroltak a menekültek a kis Varešra és annak korlátozott lehetőségeire. Ekkor 37 000 horvát élt a településen szerb és bosnyák környezetben. Folyamatosan tartva a bosnyák erőszaktól, 1993 augusztusának végén megkezdődött a civilek konvojokban történő evakuálása szerb területeken át Hercegovina felé. 1993. október 18-án a bosznia-hercegovinai hadsereg csapatai megindították utolsó támadásukat Vareš ellen. Varešt a HVO "Bobovac" dandárja védte, amelynek létszáma körülbelül 1650 katona volt. A HVO vareši állásai 1993. november 2-án estek el, a Vareš környéki horvát falvak sokat szenvedtek, a civilek pánikszerűen menekültek. A bosnyákok néhány nap alatt etnikailag teljesen megtisztították Vareš városát és a környék összes horvát faluját a horvátoktól.
1993. július 16-án az utolsó védelmi vonal, Malkoč is elesett, és ezzel véget ért az ARBiH horvátok elleni támadása Fojnicában. Az ARBiH jobban felfegyverzett és nagyobb létszámú hadserege hevesen támadta a város horvátok lakta részét, utcánként foglalta el és gyújtotta fel a horvát ingatlanokat. A tizennégy napig tartó támadásban a bosnyák hadsereg 35 horvátot ölt meg (17 HVO-katonát és 18 civilt), közülük 220-at bebörtönöztek, körülbelül 6000 horvát pedig elmenekült.
1993. július 28-án Bugojnóban is véget ért az ARBiH horvátok elleni támadása. A tíznapos támadásban a bosnyák hadsereg 140 horvátot ölt meg, vagyonukat elégették vagy kifosztották. Körülbelül 3000 horvát került a táborokba, és 13 ezret kiűztek otthonaikból, ami összességében a népirtás határát súrolta. 1993. november 11-én és 12-én a HVO visszavette ellenőrzése alá Bašin brdo fontos magaslatát. Az említett magaslatot, amely Fojnica és Kiseljak község ellenőrzése szempontjából nagyon fontos volt, három hónappal korábban foglalta el az ARBiH hadserege. 36 HVO katona az életével fizetett azért, hogy a Bašin brdót visszavették, és több mint százan megsebesültek. Másnap a fojnicai kolostor küszöbén az ARBiH egyik tagja megölte a gvardiánt és a vikáriust.
1994. január 9-én az ARBiH megtámadta Vitezt. Azon a napon a bosnyák hadsereg áttörte a HVO dandárjának védelmi vonalait, és megrohamozta Buha házait, elfoglalta Šantići falucskáját, megölt 27 horvát katonát és civilt. Különösen heves támadás indult a település déli oldaláról, de az ellenséget a viteziek megállították és visszaverték. Azon a napon 31 horvát védő vesztette életét, és mintegy 50-en sebesültek meg, így ez a háború egyik legvéresebb csatája volt. 1994. január 10-én a HVO 115. tuzlai „Zrinski” dandárának katonái, hogy megakadályozzák a tuzlai régióból származó horvátok már tervezett lemészárlását és üldözését, letették fegyvert. 1994. január 24-én a HVO rami dandárja a Tvigi '94 hadművelet keretében egynapos harc után elfoglalta Here falut és a Zavisće nevű magaslatot. Az előbb említett pozíciók nagy jelentőséggel bírtak, és ez a siker új kapcsolatot teremtett a Rama-Uskoplje hadszíntéren harcoló erőkkel.
1994. január 29-én és 30-án, a Meoršje és Bašino Brdo fontos magaslaiért vívott csata után, a HVO katonáinak sikerült a kulcsfontosságú Zavrtaljko magaslatot is elfoglalni. Az ARBiH hadsereggel vívott csatákban 11 horvát veterán vesztette életét, de ez a győzelem biztosította a horvátok túlélését Kiseljakban, Kreševoban és Fojnica község egy részén.
A bosnyák-horvát konfliktus 1994 márciusában a washingtoni egyezmény aláírásával ért véget. Ekkor állapodtak meg a HVO és az ARBiH erői fegyverszünetről, a Herceg-Boszniai Horvát Köztársaság felszámolásáról és a Bosznia-Hercegovinai Föderáció létrehozásáról, amely kantonokra osztott horvát és bosnyák területekből áll majd. A kantonok voltak hivatottak megakadályozni, hogy az egyik nemzet a másik fölé kerekedjen.

### A szerbek elleni hadműveletek
A washingtoni megállapodás aláírása után a HVO a Horvát Hadsereggel (HV) és egyes akciókban a Bosznia-Hercegovinai Köztársaság Hadseregével (ARBiH) közösen lépett fel a szerb ellenség ellen. A Cincar hadműveletben, a HVO és az ARBiH első összehangolt akciójában, amely 1994. november 1-től november 3-ig tartott, 200 négyzetkilométer összterületet szabadítottak fel, és a boszniai szerb hadsereget kiűzték a Cincar-hegytől. Ezzel megnyílt a Bugojno – Livno út, és felszabadult a stratégiailag fontos Kupreši-mező nagy része, valamint maga Kupreš városa és a környező falvak is.
A Tél ’94 hadművelet 1994. november 29. és december 24. között zajlott a Livnói-mező és a Dinara-hegység területén. Az akció során a HV és HVO egységek 200 négyzetkilométernyi területet szabadítottak fel. A szerb erők vereségével a Dinara és a Livnói-mező nagy része a HV és a HVO ellenőrzése alá került, mellyel közvetve felmentették a szerbek által ostromolt bihácsi enklávét. A HV és a HVO egynapos akciójában, az Ugrás–1 hadművelet elnevezésű akcióban 1995. április 7-én a szerbek ismét vereséget szenvedtek Dinarán. További 75 négyzetkilométer szabadult fel. A horvát erők oldalirányban, a nyugati oldal felé nyomultak előre, biztosítva a Dinarán, és különösen a Livanja mező harcoló horvát erők oldalát. A Dinarán végzett műveletek fontos sikere volt az utak járhatóságának biztosítása a nagyon nehezen megközelíthető hegyvidéki területen, amelyeken keresztül nehézfegyvereket – ágyúkat és harckocsikat – lehetett eljuttatni Dinara legmagasabb pontjaira. Az utak építését a HV és az HVO mérnökei végezték Ljuba Ćesić Rojs tábornok vezetésével. Ez óriási stratégiai fordulatot hozott – addig a megközelíthetetlen Dinara-hegység lett a HV-tankok fő megközelítési útja, aminek különösen a közelgő Vihar hadműveletben vették nagy hasznát.

#### Nyugat-Bosznia felszabadítása

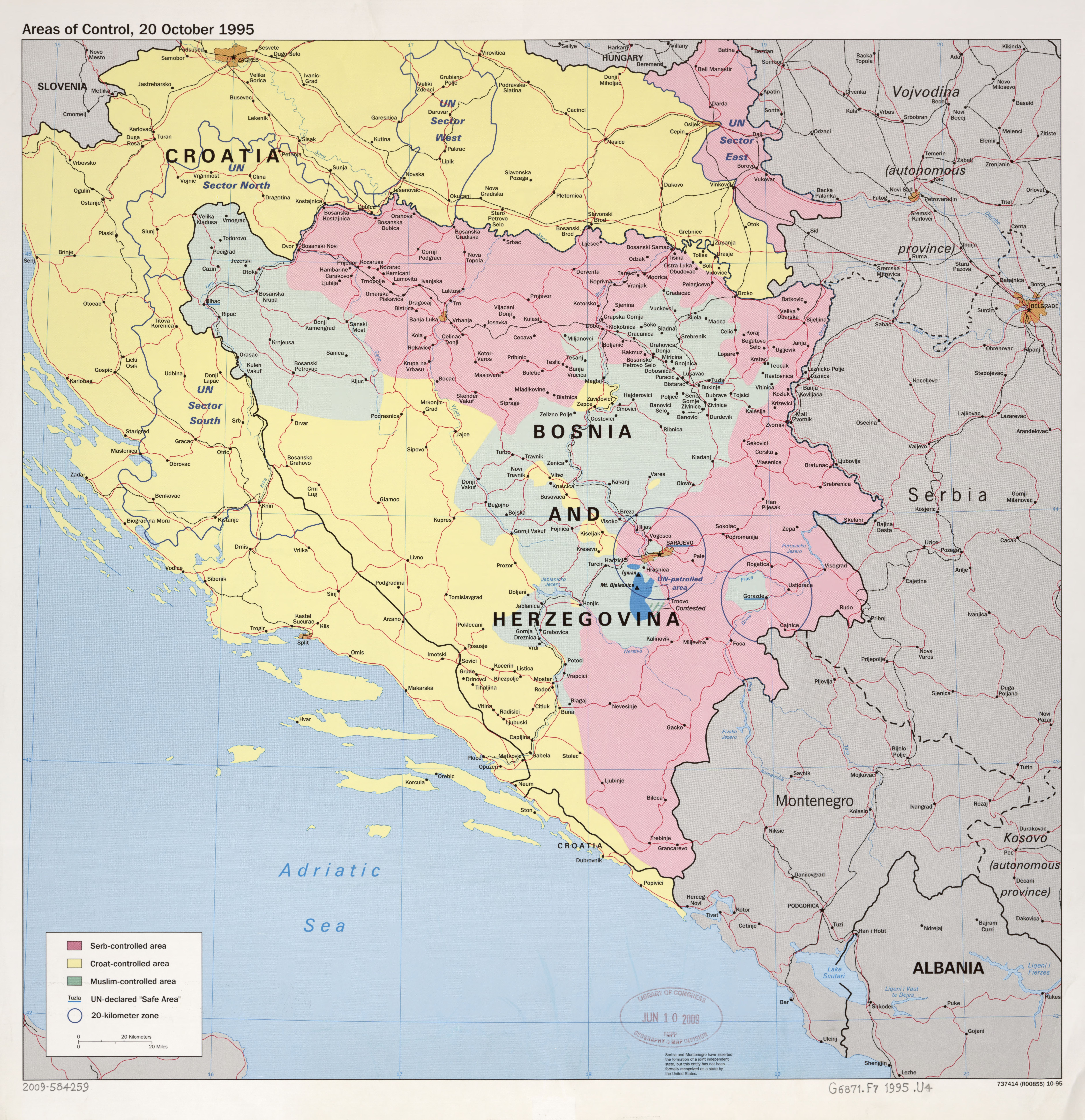
A horvát erők által ellenőrzött területek (sárga színnel) Horvátországban és Bosznia-Hercegovinában 1995. október 20-án.

Az Ugrás–2 hadműveletet 1995. június 4. és 11. között hajtották végre Dinarában és Livnói-mezőn. Ezzel a horvát erők (HV és HVO) további 450 négyzetkilométernyi területet szabadítottak fel, és a teljes mezőt ellenőrzésük alá helyezték. Innen megfigyelhető volt a Cetinska-völgy és a Vrlikai-mező, valamint a Glamoči-mező és a Glamoč-Bosansko Grahovo út egy része is. A Nyár ’95 hadművelet már a Vihar hadművelet előkészítése volt. Egy 1600 négyzetkilométer összterületű területet foglaltak el, beleértve Bosansko Grahovo és Glamoč városokat is. Bosanski Grahovo elfogásával a horvát csapatok kitörtek Knin irányába, és elvágták az egyetlen összeköttetést, amely Kninből Drvaron keresztül Banja Lukába vezetett. A Boszniai Szerb Köztársaság hadserege Bosznia belsejébe szorult, egyúttal Knin és Dalmácia szerb ellenőrzés alatt álló egész területe elveszítette legfontosabb útját, és a horvátok félig bekerítették őket. Ezzel egy időben a Krajinai Szerb Köztársaság hadseregének mérnökei éjjel-nappali munkával megkezdték a Boszniába vezető egyetlen megmaradt út (Knin-Otrić-Srb-Gornji Lapac) előkészítését az esetleges menekülésre.
A Vihar hadműveletben, a horvát hadsereg leghíresebb és legnagyobb győzelmében is jelentős volt a HVO és a Herceg-Boszniai Horvát Köztársaság vezetésének szerepe. A HVO korábbi nyugat-boszniai akcióival lehetővé tette és jelentősen elősegítette a horvátországi megszállt területek felszabadítását. Bosznia-Hercegovina és Horvátország egyetlen hadszíntér volt. A szerb fél egyáltalán nem tartotta tiszteletben e két ország határait. Ellenkezőleg, újrahúzta volna a határokat. A másik oldalon a HV lépései, ha Bosznia-Hercegovináról van szó, összhangban voltak Bosznia-Hercegovina és Horvátország államközi megállapodásával. A Vihar hadművelettől függetlenül a bosznia-hercegovinai horvátok már az elején megállították a szerbek déli irányú előrenyomulását. A Júniusi hajnalok hadművelet (horvátul: Operacija Lipanjske zore) már a bosznia-hercegovinai háború legelején részben megakadályozta a szerb támadók Dél-Dalmácia és teljesen Közép-Dalmácia elleni támadásait, amivel a HVO erői megmentették Dalmáciát a katasztrófától.
Misztrál–2 hadműveletben a HV, a HVO és a Bosznia-Hercegovinai Hadsereg erőinek első jelentős közös hadműveletében Nyugat-Bosznia nagy területeit foglalták vissza, köztük Drvar, Šipovo, Jajca, Bosanski Petrovac, Bosanska Krupa és Ključ városait. A hadművelet 1995. szeptember 8-tól szeptember 17-ig tartott, és a horvát-bosnyák csapás darabokra szaggatta a Boszniai Szerb Köztársaságot, melynek több ezer menekült lakosa oszlopokban áramlott Prijedor és Banja Luka felé. A Misztrál a szerbek morálját jelentősen meggyengítette, és a Boszniai Szerb Köztársaságon pánik lett úrrá.
A HV és a HVO utolsó hadművelete a Déli mozdulat hadművelet volt, amely után Horvátországban és Bosznia-Hercegovinában teljesen megváltozott a stratégiai helyzet. A hadművelet logikus folytatása volt az egy hónappal korábban végrehajtott Misztrál hadműveletnek. Az 1995. október 8-án kezdődött Déli mozdulat során egy 800 négyzetkilométernyi területet foglaltak el, beleértve a Podrašničko-mezőt, Čađavicát, a Bočac vízerőművet és a Manjača-hegység egyes részeit. A védelmi vonalat a Manjača-hegységben húzták meg, 23 kilométerre Banja Luka városától, amely így a horvát tüzérség hatótávolságán belül került. A szerb erőket szétverték, és káoszban vonultak vissza a szerb menekültek új oszlopával együtt Banja Luka felé. A szerb vezetés pánikban volt, mivel Banja Luka esetleges elvesztése lélektanilag úgy hangzott, mint Knin elvesztése. Banja Luka bukásával gyakorlatilag az egész Boszniai Szerb Köztársaság is elesett volna, mert hamarosan a Brčkótól nyugatra eső egész szerb terület is valószínűleg a horvát vagy bosnyák erők kezébe került volna. A Déli mozdulat hadműveletet a nemzetközi közösség kérésére 1995. október 15-én lefújták.

## Szervezete
A Herceg-Boszniai Horvát Köztársaságban a Horvát Védelmi Tanács volt végrehajtó és közigazgatási hatalom birtokosa. A HVO ezt a feladatot ideiglenesen a rendes végrehajtó és közigazgatási hatóság felállításáig látta el, és Herceg-Bosznia elnökségének volt alárendelve.
A Horvát Védelmi Tanácsot az elnök vezette, a vezetés többi tagját az alelnökök és a HVO titkára alkotta. A tisztviselőket a HVO elnökének vagy Herceg-Bosznia elnökségének javaslatára lehetett kinevezni és felmenteni, míg a titkár kinevezésére és felmentésére az HVO-nak kizárólagos hatásköre volt.
Az MVH elnökének kötelessége volt irányítani a HVO tevékenységét, amelyért felelős volt, biztosítani az HVO politikai és adminisztratív hatókörének egységét, együttműködni Herceg-Bosznia más szerveivel és szervezeteivel, valamint egyenként is irányítani a HVO egészének és tagjainak tevékenységét. Az elnök távolléte vagy cselekvőképtelensége esetén az elnök által meghatározott alelnök helyettesítette. A HVO elnöke és tagjai mentelmi jogot élveztek.
A HVO-nak volt felhatalmazása Herceg-Bosznia térségében a gazdasági és egyéb kapcsolatokat szabályozó rendeletek, határozatok és következtetések meghozatalára. Az egyes szakmai feladatok ellátása miatt három szakmai testület jött létre:
- Szabályozási Bizottság,
- Újjáépítési és Fejlesztési Bizottság,
- Bizottság a tulajdonjog átalakítására és a gazdaság újjáépítésére.

A végrehajtó és adminisztratív jogkör birtokosaként a HVO különböző szegmensekben szervezett osztályokat. Az osztályok élén a főosztályvezető állt, aki az általa képviselt főosztály hatáskörén belül jogalkotási jogkörrel rendelkezett. Az osztályok feladata volt a Herceg-Bosznia területén érvényes általános jogi aktusok végrehajtása és alkalmazása volt. Joguk volt javaslatokat benyújtani a Horvát Védelmi Tanácshoz, és ennek keretében jogi aktusokat hoztak, és felügyelték a Herceg-Bosznia területén közhatalmat gyakorló önkormányzati és egyéb szerveket.

## Katonai szervezet
A HVO katonai felépítése alapvetően a horvát hadsereg felépítésén alapult. Tihomir Blaškić kivételével minden főparancsnok a horvát hadsereg kirendelt tisztje volt.

### Szárazföldi erők (1992 májusától 1993 decemberéig)
A HVO szárazföldi erőit a mostari főhadiszállásra és öt hadműveleti zónára osztották fel. Mindegyik hadműveleti zónában 8-14 gyalogdandár, egy katonai rendőrzászlóalj és egy könnyű katonai rendőr rohamzászlóalj volt. Tartalékosokból, sorkatonákból és önkéntesekből összesen 38 gyalogdandár alakult. E dandárok mindegyike 3-4 zászlóaljnyi támogató szolgálattal rendelkezett.
A HVO-hoz tartozott az "Ante Bruno Bušić" elitezred is, amely hivatásos katonákból, két független gyalogzászlóaljból, egy könnyű felderítő zászlóaljból, valamint különleges és tüzérségi egységekből állt.
A HVO azon egységei, amelyek a boszniai kormányhadsereg 5. hadtestével együtt védték a Bihácsi enklávét, saját főhadiszállásukhoz tartoztak.

#### Mostari főparancsnokság

„Kralj Tomislav“ dandár (Tomislavgrad)
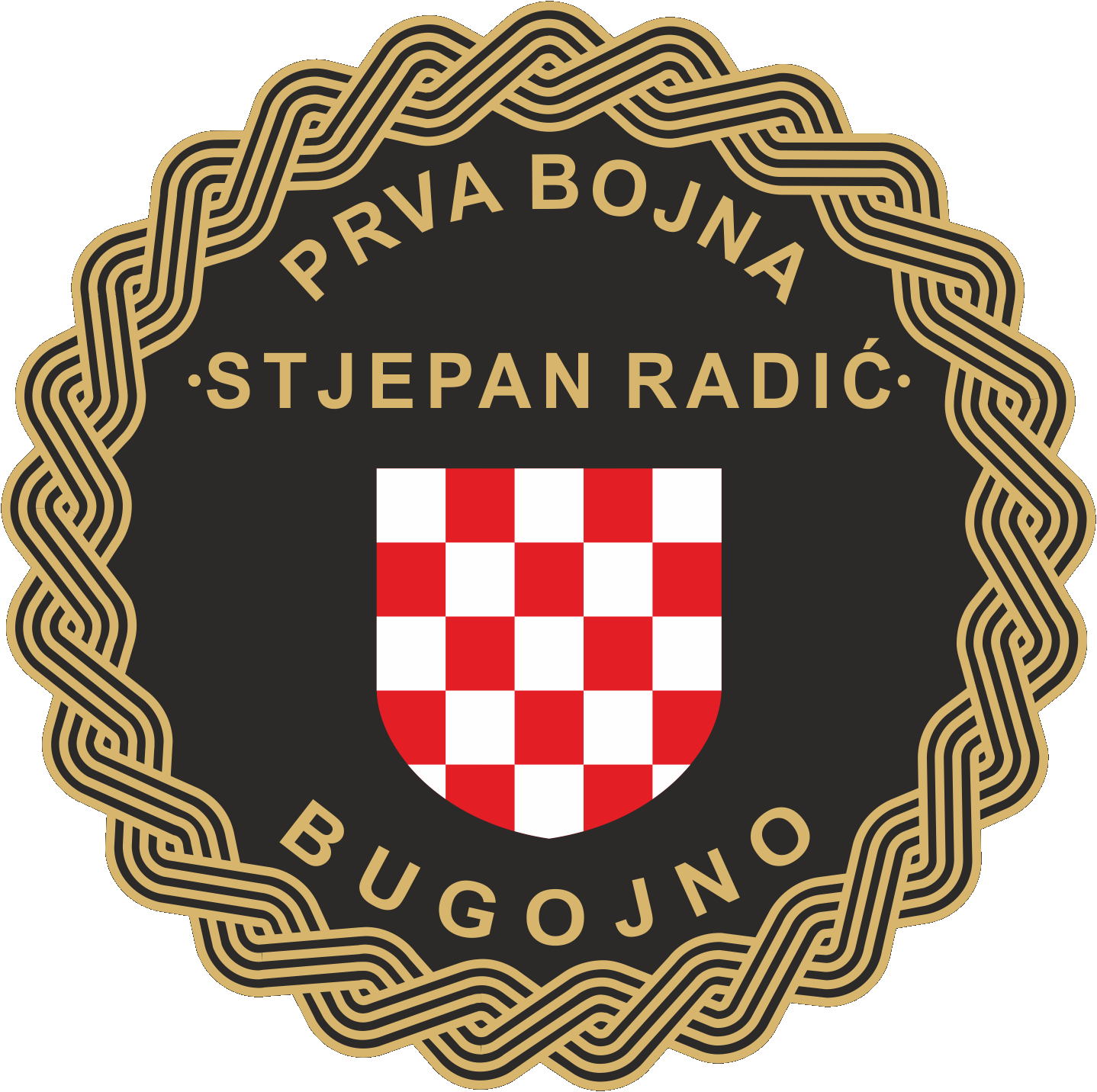
1. „Stjepan Radić“ zászlóalj „Eugen Kvaternik“ dandár (Bugojno)

„Vitezovi“ különleges egység (Vitez)
111.„xp“ dandár (Žepče)
111. „xp“ dandár 1. zászlóalj (Žepče)
„Kralj Trvtko“ dandár (Szarajevó)

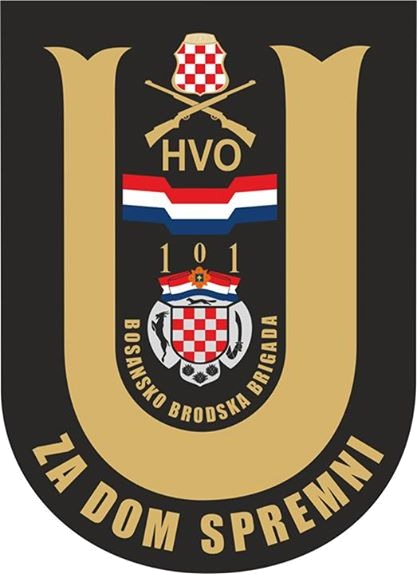
101. dandár (Bosanski Brod)
102. dandár (Odžak)
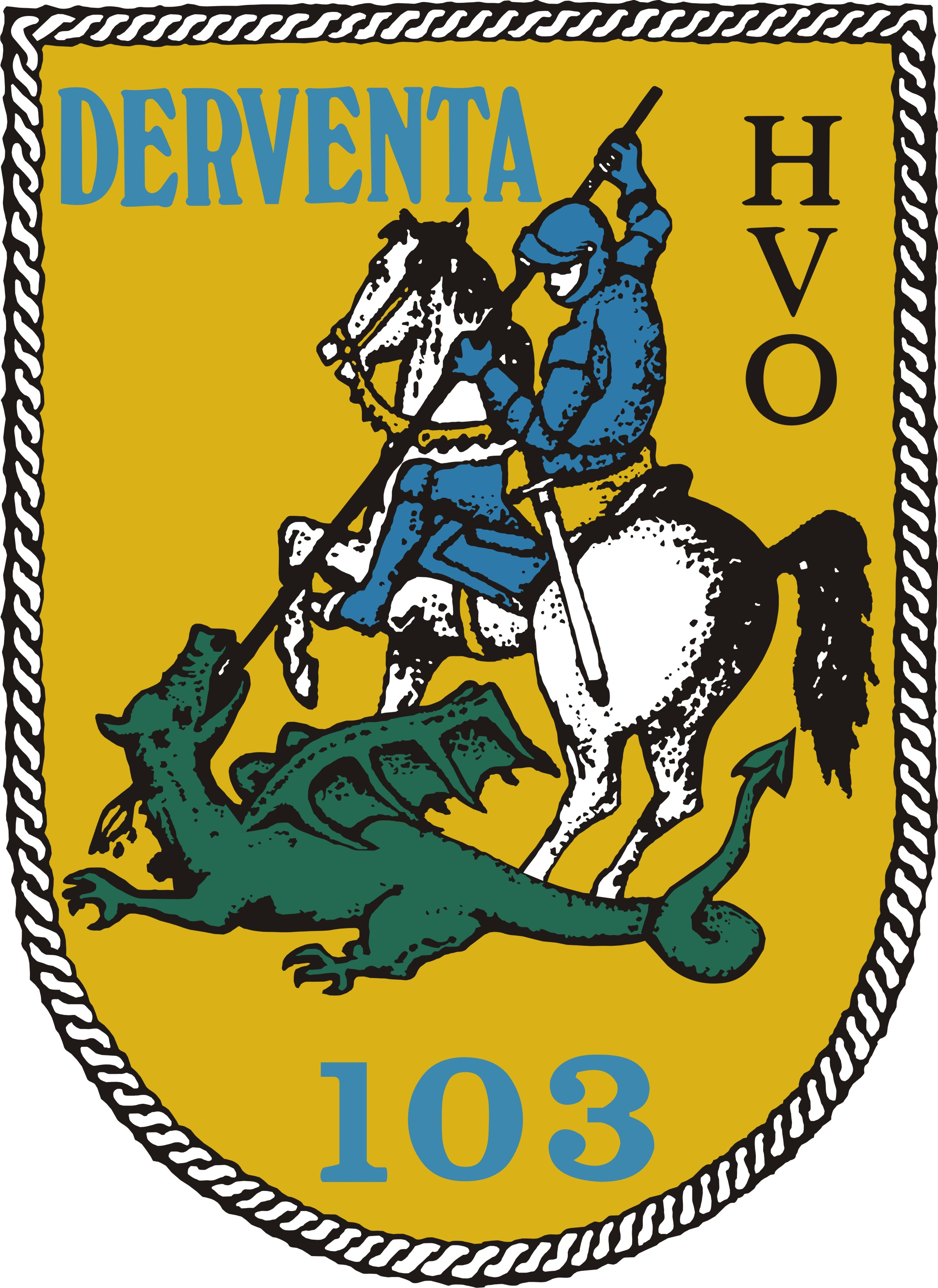
103. dandár (Derventa)
103. dandár 3. zászlóalj (Modran)

főparancsnok: Milivoj Petković ezredes (1992 áprilisától); Slobodan Praljak vezérőrnagy (1993. július 24-től); Ante Roso altábornagy (1993. november 12-től)
„Kažnjenička bojna” különleges egység (Široki Brijeg)
"Ante Bruno Busic" ezred (Capljina)
„Ludvig Pavlović” különleges egység (Čapljina)
1. katonai rendőrzászlóalj (Mostar)

Kažnjenička bojna különleges egység (Široki Brijeg)
„Ludvig Pavlović“ különleges egység (Čapljina)

1. Délkelet-Hercegovina hadműveleti zóna (Široki Brijeg)
parancsnokok: Miljenko Lasić, Filip Filipović
1. "Knez Domagoj" dandár (Čapljina)
2. „Jure és Boban” dandár, 1. könnyű katonai rendőrségi rohamzászlóalj  és 3. (később 5.) katonai rendőrzászlóalj (Mostar)
3. dandár (Mostar-Kruševo)
4. „Stjepan Radić” dandár (Ljubuški, Grude, Čitluk)
6. "Vitez Ranko Boban" dandár  (Grude)
7. „Mario Hrkać Ćikota” dandár és „Ivica Jelčić Čarls”/„Ante Bruno Bušić” ezred (Široki Brijeg)
„Knez Branimir” dandár (Čitluk)
„Herceg Stjepan”  dandár (Konjic)
2. Északnyugat-Hercegovina műveleti zóna (Tomislavgrad)
parancsnokok: Željko Šiljeg alezredes, Ivan Perić ezredes, Josip Černi ezredes
„Kralj Tomislav” dandár (Tomislavgrad)
"Petar Krešimir IV" dandár, "Ferdo Sušić" zászlóalj / "Ante Bruno Bušić" ezred, 2. könnyű katonai rendőrzászlóalj és (később 6.) katonai rendőrzászlóalj (Livno)
„Rama” dandár (Prozor)
"Ante Starčević" dandár, "Zvonko Krajina" zászlóalj/"Ante Bruno Bušić" ezred (Uskoplje)
„Eugen Kvaternik” dandár (Bugojno)
"Hrvoje Vukčić Hrvatinić" dandár (Jajca, székhelye Tomislavgrad)
5. dandár és „Vitez Damir Martić” zászlóalj / „Ante Bruno Bušić” ezred (Posušje)
- „Kralj Tomislav“ dandár
(Tomislavgrad)
- 1. „Stjepan Radić“ zászlóalj
„Eugen Kvaternik“ dandár
(Bugojno)

3. Közép-Boszniai műveleti zóna (Vitez)
parancsnok: Mihovil Strujić, alezredes/Tihomir Blaškić ezredes
4. (később 7.) katonai rendőrzászlóalj, 3. könnyű katonai rendőr rohamzászlóalj (Vitez)
4. könnyű felderítő zászlóalj (Novi Travnik)
tüzérségi egység
felderítő egység
1. Műveleti tervezési csoport:
„Travnik” és „Frankopan” dandár (Travnik)
„Stjepan Tomašević” dandár (Novi Travnik)
„Vitez” dandár (Vitez)
„Jure Francetić” dandár (Zenica)
2. Műveleti tervezési csoport:
"Ban Jelačić" dandár (Kiseljak-Kreševo)
"Nikola Subic Zrinski" dandár (Busovaca)
"Kotromanić" dandár (Kakanj)
„Bobovac” dandár (Vares)
3. Műveleti tervezési csoport:
110. „Usora” dandár (Tešanj, Žabljak)
111. „xp” dandár és „Andrija Tadić” zászlóalj (Žepče)
„Komušina” független zászlóalj (Komušina)
"Kralj Trvtko" független dandár (Szarajevó)
115. "Zrinski" dandár (Tuzla, Drijenča)
- „Vitezovi“ különleges egység
(Vitez)
- 111.„xp“ dandár
(Žepče)
- 111. „xp“ dandár 1. zászlóalj
(Žepče)
- „Kralj Trvtko“ dandár
(Szarajevó)

4. Boszniai Posavina műveleti zóna (Orašje)
101. dandár (Bosanski Brod)
102. dandár (Odžak)
103. dandár (Derventa)
104. dandár (Bosanski Šamac)
105. dandár (Modriča)
106. dandár, 4. könnyű katonai rendőri rohamzászlóalj és 5. (később 8.) katonai rendőrzászlóalj (Orašje)
107. dandár (Gradacac)
108. dandár (Brčko)
109. dandár (Doboj)
- 101. dandár
(Bosanski Brod)
- 102. dandár
(Odžak)
- 103. dandár
(Derventa)
- 103. dandár 3.
 zászlóalj (Modran)

#### Bihácsi főparancsnokság
101. zászlóalj (Bihács)

### Szárazföldi erők (1993. decembertől 1995. októberig)

2. gárdadandár (Mostar)

1. gárdadandár „Ante Bruno Bušić“ (Tomislavgrad)

3. gárdadandár „Jastrebovi“ (Vitez)
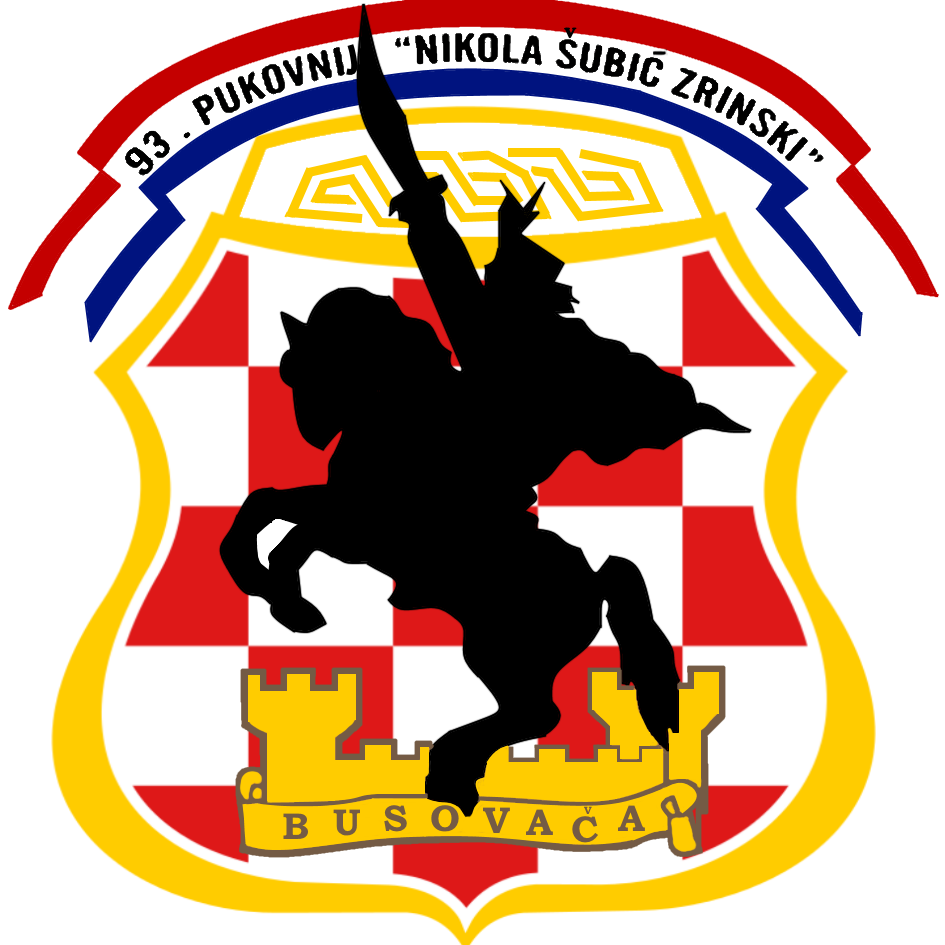
93. honvédezred „Nikola Šubić Zrinjski“ (Busovača)
44. honvédezred „Jure Francetić“ (Zenica)

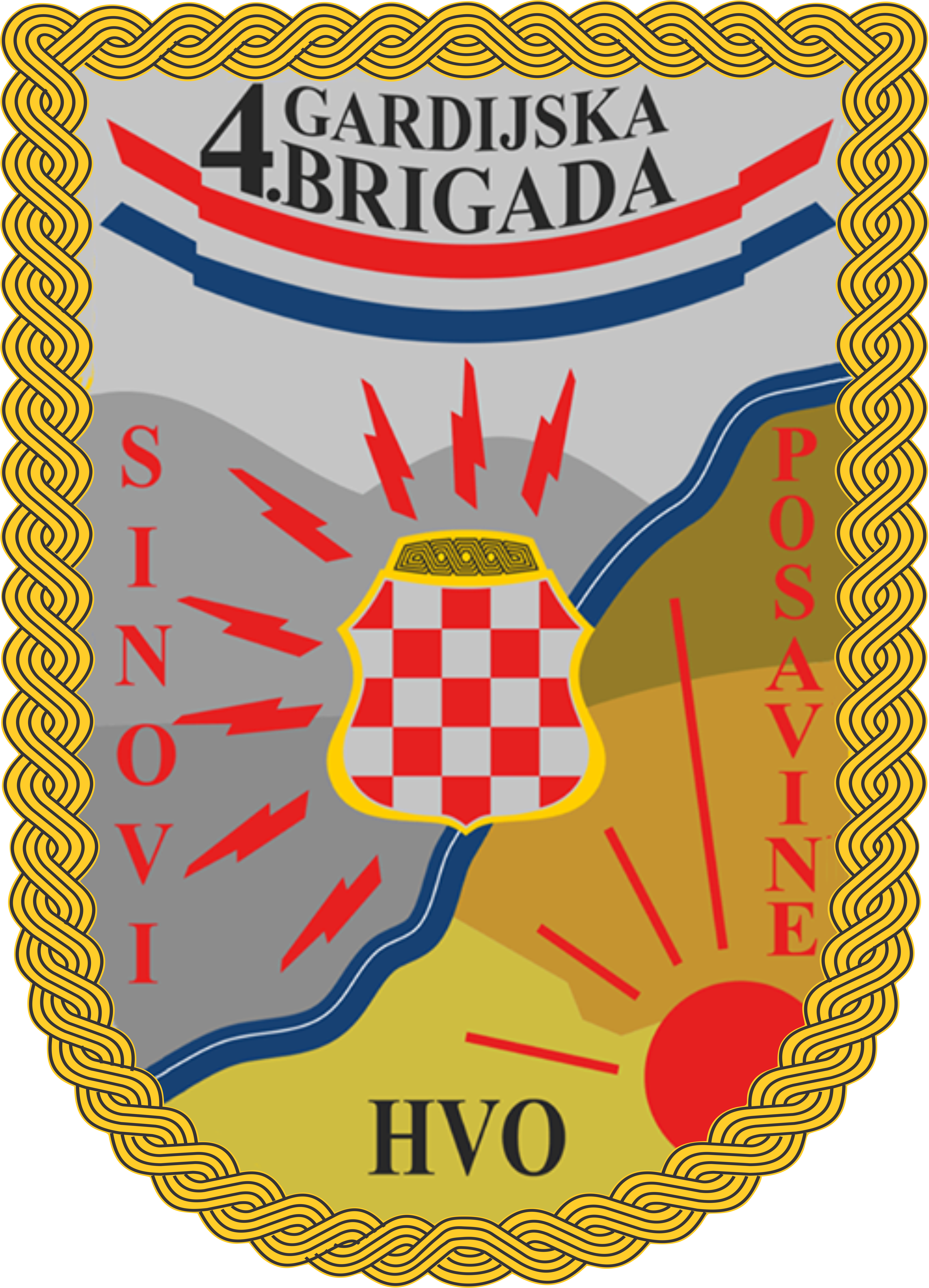
4. gépesített gárdadandár „Sinovi Posavine“

1993 novemberében Ante Roso horvát hadseregtábornok vette át a legfelsőbb katonai parancsnokságot, és a horvát hadsereg szervezetének felülvizsgálata alapján újjászervezést hajtott végre. Az öt hadműveleti zónát négy hadtesti területre szervezték át, mindegyikben hivatásos katonákból álló gépesített gárdadandárral. 29 gyalogdandárt alakítottak át úgynevezett honvédezredekké (Domobranska pukovnija), általában azonos megnevezéssel és elhelyezkedéssel. Mindegyik honvédezrednek három gyalogzászlóalja volt. Négy dandárt feloszlattak, és a katonai rendőrséget könnyű katonai rendőri rohamzászlóaljjá nevezték át.
Mostari főparancsnokság
főparancsnok: Ante Roso altábornagy; Milivoj Petković vezérőrnagy (1994. április 26-tól); Tihomir Blaškić vezérőrnagy (1995. augusztus 5-től)
10. tüzérségi rakétaezred (Široki Brijeg)
15. független légvédelmi tüzér rakétazászlóalj
1. katonai rendőrzászlóalj (Ljubuški)
60. "Ludvig Pavlović" gárda légideszant zászlóalj  és kiképzőtábor (Čapljina)
22. szabotázsegység (Široki Brijeg)
"Gavran 2" speciális egység  (Čitluk)]]
33. kommunikációs egység (Posušje)
88. elektronikai hadviselés központ (Posušje)
11. vegyes osztag (Posušje)
könnyű katonai rendőrségi rohamzászlóalj és 1. katonai rendőrzászlóalj (Mostar)
mérnök zászlóalj
71. jelzőcsoport
154. logisztikai egység
Mostari hadtest
12. légvédelmi tüzérzászlóalj (Mostar)
3. katonai rendőrzászlóalj (Čapljina)
72. kommunikációs csoport (Mostar)
150. logisztikai bázis (Čitluk)
2. gárdadandár (Mostar)
50. „Knez Domagoj” honvédezred (Čapljina)
51. "Stjepan Radić" honvédezred (Ljubuški)
56. "Herceg Stjepan" honvédezred (Konjic, de Čapljinában állomásozik)
81. honvédezred (Mostar)
82. honvédezred (Mostar-Kreševo)
83. "Mario Hrkać Ćikota" honvédezred (Široki Brijeg)
40. "Vitez Ranko Boban" független honvédezred  (Grude)
41. "Knez Branimir" független honvédezred (Čitluk)
- 2. gárdadandár
(Mostar)

Tomislavgradi hadtest
1. "Ante Bruno Bušić" gárdadandár (Tomislavgrad)
1. honvédezred (Posušje)
55. honvédezred (Kupres)
79. "Kralj Tomislav" honvédezred (Tomislavgrad)
80. „Petar Krešimir IV.” honvédezred (Livno)
97. "Hrvoje Vukčić Hrvatinić" honvédezred (Jajce, állomáshelye Tomislavgrad)
42. "Rama" honvédezred (Prozor)
43. „Dr. Ante Starčević” honvédzászlóalj (Uskoplje)
- 1. gárdadandár
„Ante Bruno Bušić“
(Tomislavgrad)

Vitezi hadtest
3. „Jastrebovi” gárdadandár (Vitez)
90. honvédezred (Novi Travnik)
91. honvédezred (Travnik)
92. "Vitezka" honvédezred (Vitez)
93. "Nikola Šubić Zrinski" honvédezred (Busovača)
94. honvédezred (Kiseljak)
95. „Marinko Bošnjak” honvédezred (Kreševo)
96. "Bobovac" honvédezred (Vareš)
110. „Usora” honvédezred (Tešanj-Žabljak)
111. "xp" honvédezred (Žepče)
44. "Jure Francetić" honvédzászlóalj (Zenica)
45. „Komušina” honvédzászlóalj  (Komušina)
- 3. gárdadandár „Jastrebovi“
(Vitez)
- 93. honvédezred
„Nikola Šubić Zrinjski“
(Busovača)
- 44. honvédezred
„Jure Francetić“
(Zenica)

Orašjei hadtest
4. „Sinovi Posavine” gépesített gárdadandár (Orašje)
106. honvédezred (Orašje)
201. honvédezred (Orašje)
202. honvédezred (Orašje)
162. logisztikai bázis (Orašje)
- 4. gépesített gárdadandár
„Sinovi Posavine“

### Légierő
Kezdetben lehetetlen volt, hogy saját légierő felállításában az újonnan alakult Horvát Légierő támogassa a HVO-t. A mostari főhadiszállás kezdeményezésére a HVO ezért két polgári repülőgépet állított szolgálatba 12 fővel. Később megalakult a HVO légiereje és a légelhárító tüzérsége.
Légierő és légelhárító tüzérség
11. vegyes század (helikopterek és szállító repülőgépek) és 121. felderítő zászlóalj (Ljubuški)
14. légvédelmi rakétaegység

## Galéria

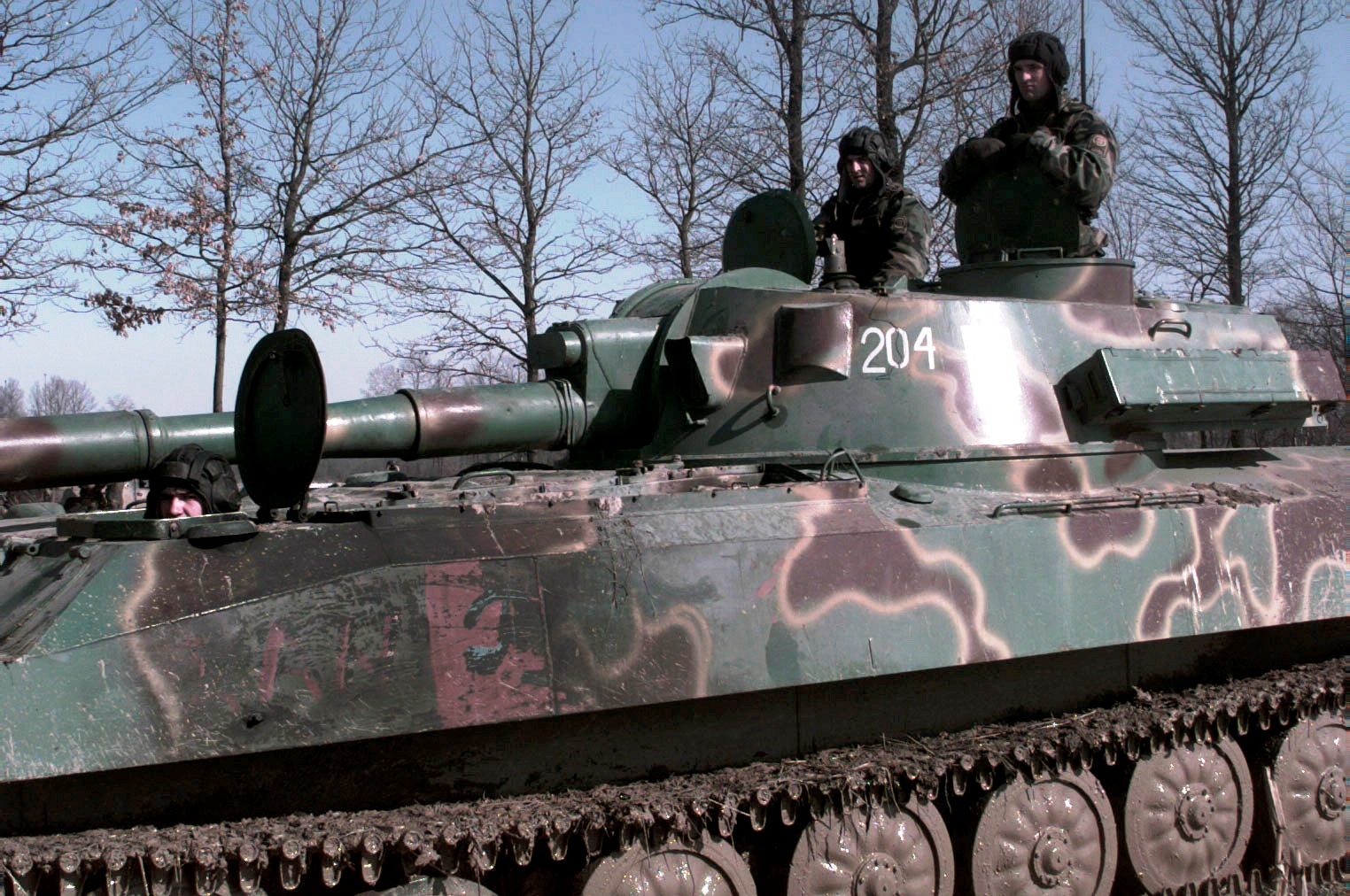
A 4. gárdadandár HVO tagjai egy mozgó, 122 mm-es önjáró tarackban (orosz 2S1 "Gvozdika"), mely szerbek fogságába esett
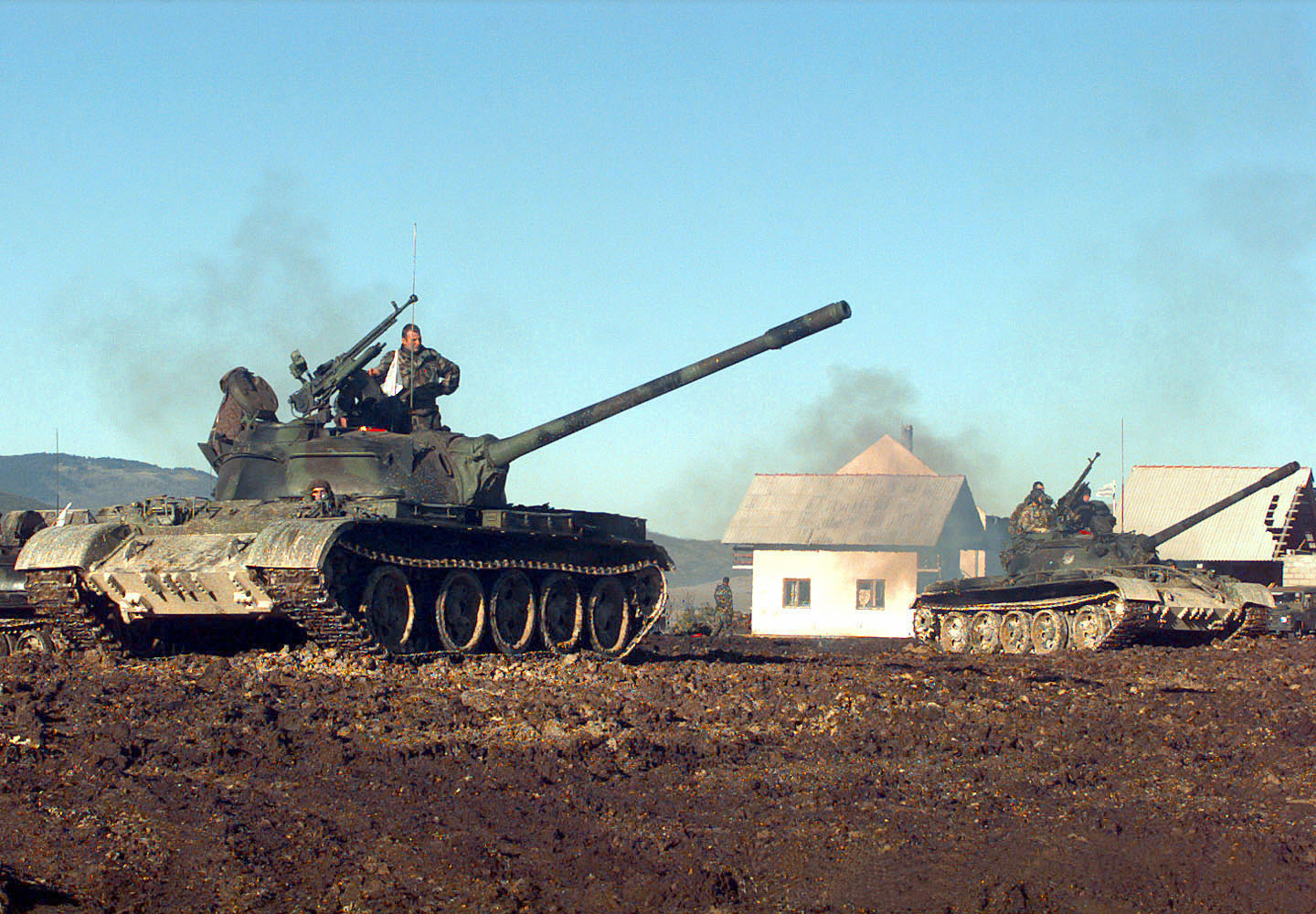
A 2. gárdadandár két T-55-ös harckocsija a Glamočnál csata közben
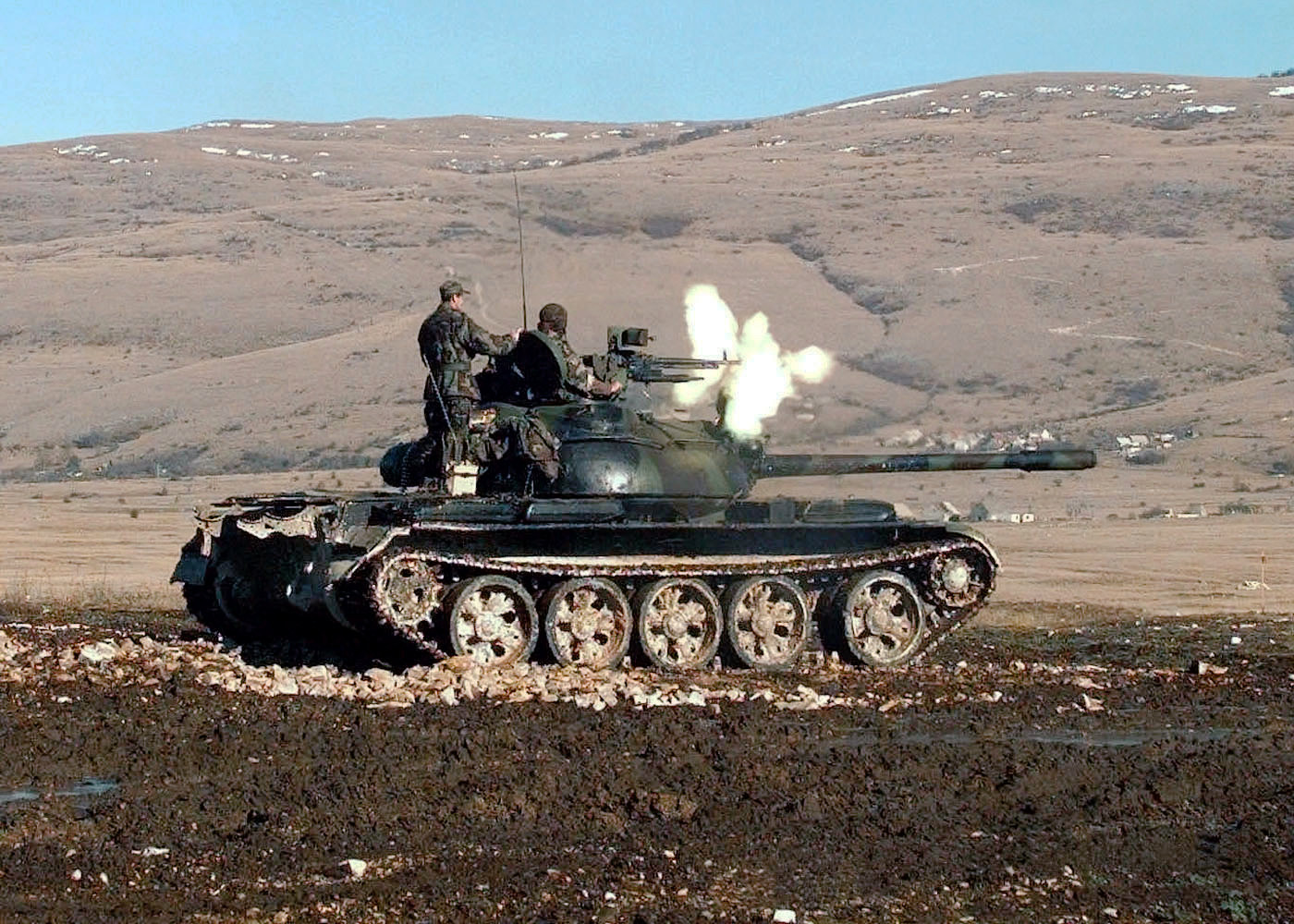
A 2. gárdadandár tagjai egy T-55 harckocsi 12,7 mm-es géppuskájával tüzelnek
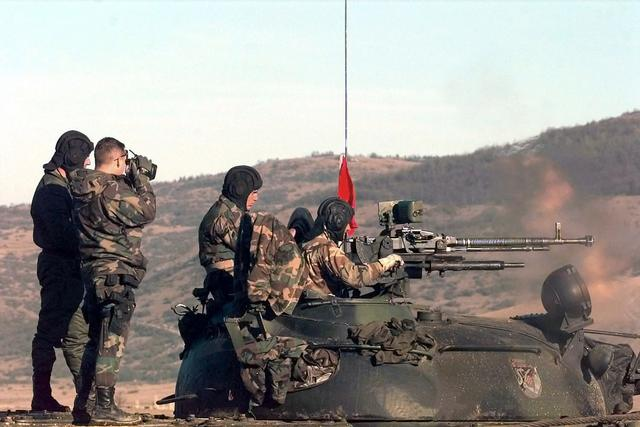
Géppuskatűz- és célzásirányítás egy T-55 harckocsiról; a harckocsitornyon a HVO 2. gárdadandár (Glamoč) jelvénye látható
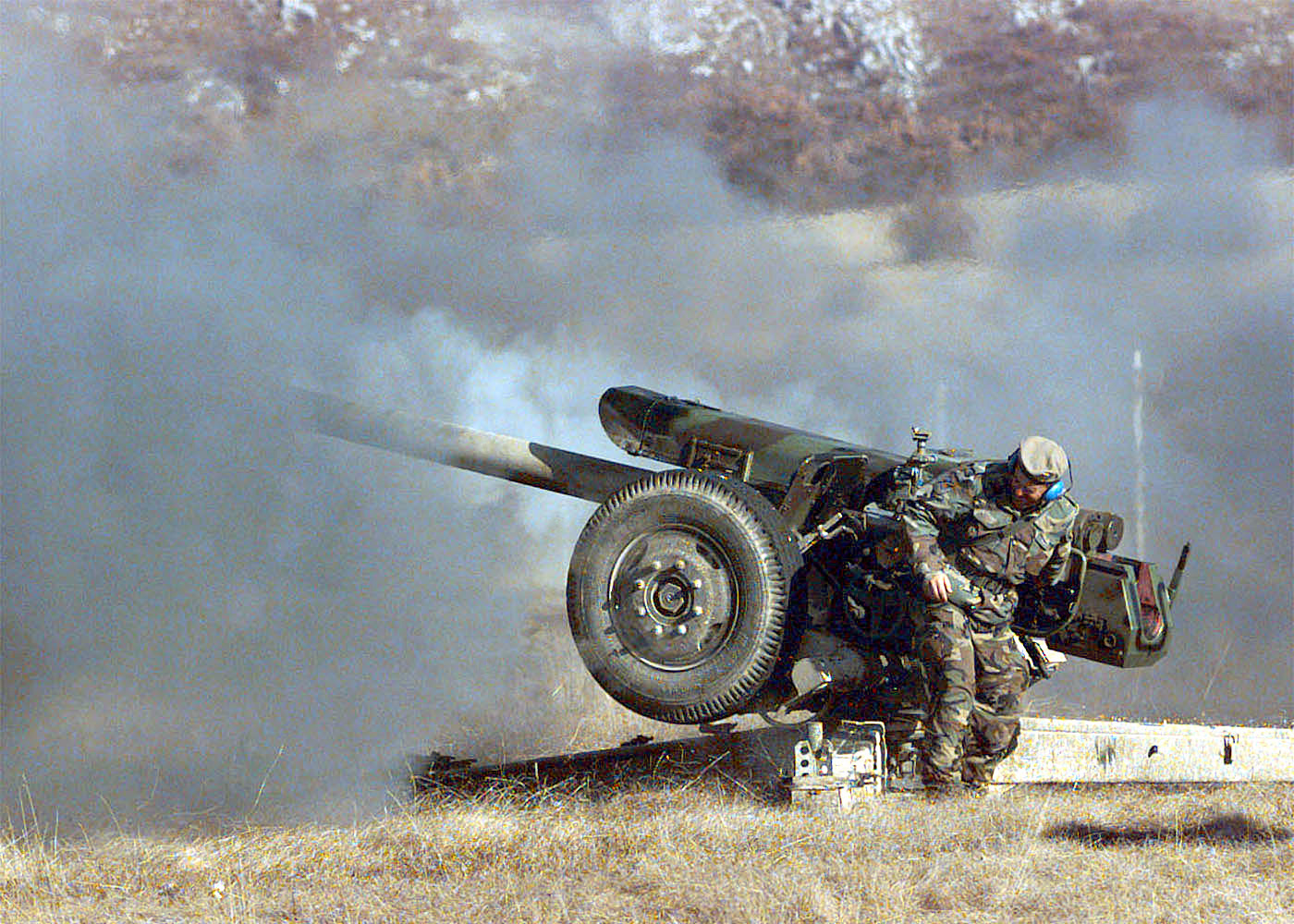
Egy HVO 122 mm-es tarack tüzelés közben
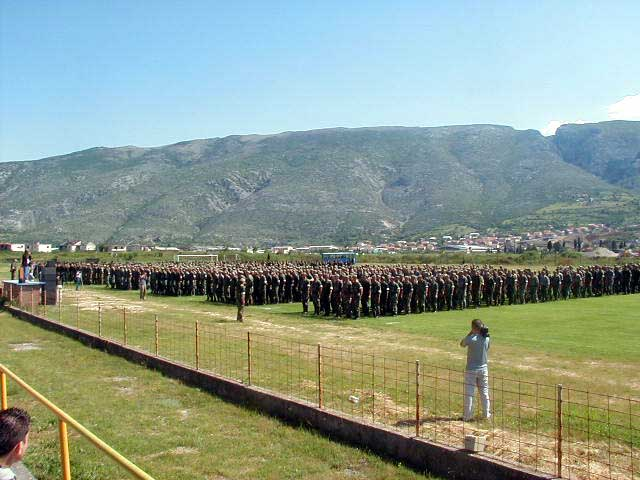
HVO egységek szemléje 2001. május 11-én Mostarban
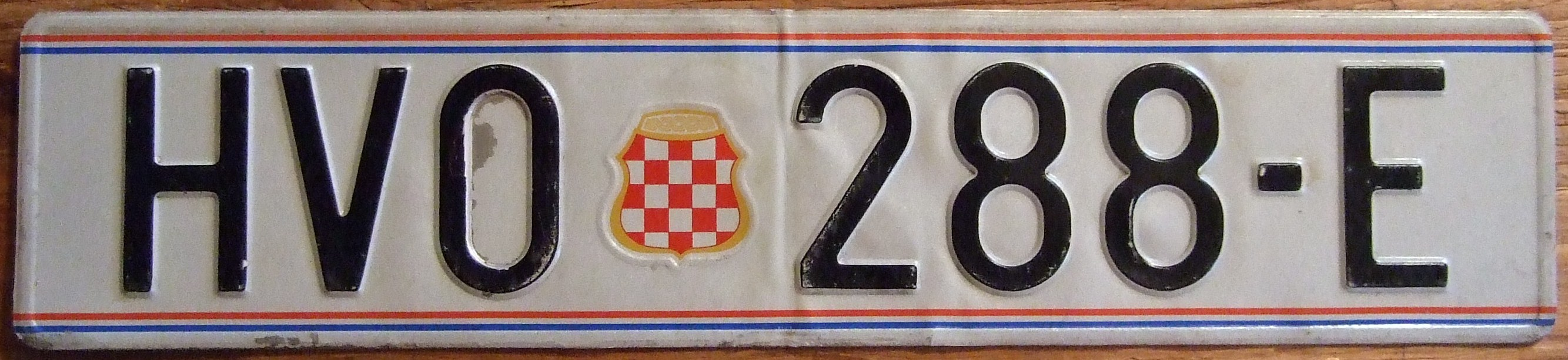
HVO-gépjármű rendszáma a Herceg-Boszniai Horvát Köztársaság címerével

## Fordítás
- Ez a szócikk részben vagy egészben  a   Hrvatsko vijeće obrane című horvát Wikipédia-szócikk ezen változatának fordításán alapul.  Az eredeti cikk szerkesztőit annak laptörténete sorolja fel. Ez a jelzés csupán a megfogalmazás eredetét és a szerzői jogokat jelzi, nem szolgál a cikkben szereplő információk forrásmegjelöléseként.
- Ez a szócikk részben vagy egészben  a   Hrvatsko vijeće obrane című német Wikipédia-szócikk ezen változatának fordításán alapul.  Az eredeti cikk szerkesztőit annak laptörténete sorolja fel. Ez a jelzés csupán a megfogalmazás eredetét és a szerzői jogokat jelzi, nem szolgál a cikkben szereplő információk forrásmegjelöléseként.